# 4104 Alu
4104 Alu (1989 ED) là một tiểu hành tinh vành đai chính được phát hiện ngày 5 tháng 3 năm 1989 bởi Eleanor F. Helin ở Palomar.